# Sarada Batase
Sarada Batase (nep. शारदा बतासे) – gaun wikas samiti w środkowej części Nepalu w strefie Bagmati w dystrykcie Kavrepalanchok. Według nepalskiego spisu powszechnego z 2001 roku liczył on 445 gospodarstw domowych i 2480 mieszkańców (1298 kobiet i 1182 mężczyzn).